# Eschka-Mischung
Die Eschka-Mischung besteht aus zwei Teilen Magnesiumoxid (MgO) und einem Teil wasserfreiem Natriumcarbonat (Na2CO3). Sie dient der Schwefelbestimmung in Kohle. Die CAS-Nummer lautet 8007-09-8. 
Diese Stoffmischung wurde vom Österreicher Adalbert Eschka entwickelt.
Die Eschka-Mischung wird verwendet, um Schwefel in einer Probe in eine Form umzuwandeln, die leichter quantifiziert werden kann. Der Prozess beinhaltet das Vermischen der Probe mit der Eschka-Mischung und das Erhitzen in einem Ofen unter kontrollierten Bedingungen. Während des Erhitzens reagiert der Schwefel in der Probe mit dem Magnesiumoxid und dem Carbonat, wodurch er in Magnesiumsulfat umgewandelt wird. Anschließend kann der Schwefelgehalt durch verschiedene analytische Methoden, wie gravimetrische oder titrimetrische Analyse, bestimmt werden.
Diese Methode ist besonders nützlich in der Kohleindustrie und bei der Untersuchung von Brennstoffen, da der Schwefelgehalt ein wichtiger Faktor für die Qualität und Umweltauswirkungen dieser Materialien ist. Die Eschka-Methode bietet eine relativ einfache und kostengünstige Möglichkeit, den Schwefelgehalt zu bestimmen.